# Pleasant Hill (Ohio)
Pour les articles homonymes, voir Pleasant Hill.
Pleasant Hill est un village du Comté de Miami dans l’Ohio aux États-Unis.
Il a été fondé en 1866.
Sa population était de 1 244 habitants en 2018.